# Krypteia
La Krypteia (en griego κρυπτεία, de κρυπτός ‘escondido’, ‘secreto’) era en Esparta una prueba de gran exigencia dentro de la agogé o Educación espartana.
Según Plutarco (Vida de Licurgo, 28, 3-7), cada año los éforos espartanos, nada más tomar posesión de su cargo, declaraban la guerra a los ilotas a fin de poder matarlos sin cometer con ello un crimen. Se seleccionaba entonces a aquellos jóvenes que parecían más capaces y se los enviaba al campo provistos sólo de un puñal y la comida indispensable, descalzos y sin ropa de abrigo. Durante el día permanecían escondidos; al llegar la noche, bajaban a los caminos y a las granjas, mataban a todos los ilotas que se encontraran, incluidos los más fuertes, y robaban la comida que necesitaban. Apunta este autor, basándose en Tucídides (guerra del Peloponeso), que esta pudo ser la suerte corrida por más de 2000 ilotas, liberados solemnemente por los espartanos tras haber combatido con valor, y que poco después habían desaparecido en su totalidad sin dejar rastro. El mismo Plutarco considera «cruel» e «infame» esta institución y cree imposible que sea obra de Licurgo, suponiendo que es de época posterior, posiblemente de cuando el devastador terremoto de 464 a. C.
Además de Plutarco, aparecen referencias a la Krypteia en Platón (Las Leyes, I, 633), en una glosa a este mismo pasaje y en Heráclides Lembos (historiador y biógrafo del siglo II). Pero estas mismas fuentes no coinciden sobre las condiciones en que se realizaba ni en su propósito. No sabemos con exactitud, por tanto, si los participantes actuaban solos o en grupo, si llevaban comida o solo se les permitía vivir de lo que robaran, etc. Tampoco está claro si el objetivo primordial era aterrorizar a los ilotas y eliminar a los más levantiscos (al modo de una policía política), si buscaba proporcionar a los jóvenes un bautismo de sangre que los preparase para su futura vida militar, si se trataba de un rito iniciático similar a los de las sociedades secretas africanas (hombres-lobo, hombres-leopardo), o bien si era una combinación de varias de estas razones. Platón insiste en la dureza de la prueba, llevando una vida errante en la noche, sin calzado ni ropa de abrigo, ni servidores que los atendiesen. La glosa al pasaje platónico pone el énfasis en la soledad de los participantes y considera el ejercicio como un entrenamiento militar. Heráclides Lembos habla de «expediciones armadas» para matar ilotas. En su Vida de Cleómenes (28, 4) menciona Plutarco la presencia de exploradores de la Krypteia en la batalla de Selasia (222 a. C.).
Para un autor como Henri Jeanmaire (1913), es particularmente sorprendente la Krypteia porque «toda la historia militar de Esparta protesta contra la idea de hacer del hoplita espartano un depredador de la sabana, un trepador de roqueros y murallas».